# جيوفري شابمان
جيوفري شابمان (بالإنجليزية: Geoffrey Chapman)‏ هو محرر أسترالي، ولد في 5 أبريل 1930، وتوفي في 9 مايو 2010.